# Świerczów (gromada)
Świerczów – dawna gromada, czyli najmniejsza jednostka podziału terytorialnego Polskiej Rzeczypospolitej Ludowej w latach 1954–1972.
Gromady, z gromadzkimi radami narodowymi (GRN) jako organami władzy najniższego stopnia na wsi, funkcjonowały od reformy reorganizującej administrację wiejską przeprowadzonej jesienią 1954 do momentu ich zniesienia z dniem 1 stycznia 1973, tym samym wypierając organizację gminną w latach 1954–1972.
Gromadę Świerczów z siedzibą GRN w Świerczowie utworzono – jako jedną z 8759 gromad na obszarze Polski – w powiecie namysłowskim w woj. opolskim, na mocy uchwały nr VII/23/54 WRN w Opolu z dnia 4 października 1954. W skład jednostki weszły obszary dotychczasowych gromad Świerczów i Miejsce ze zniesionej gminy Bąkowice oraz Dąbrowa i Kuźnica Dąbrowska ze zniesionej gminy Biestrzykowice w tymże powiecie. Dla gromady ustalono 17 członków gromadzkiej rady narodowej.
31 grudnia 1961 do gromady Świerczów włączono obszar zniesionej gromady Bąkowice, wsie Biestrzykowice, Miodary i Kuźnica Miodarska ze zniesionej gromady Biestrzykowice oraz wsie Starościn, Osiek Duży, Osiek Mały, Zbica i Pieczysko ze zniesionej gromady Starościn w tymże powiecie. 
Gromada przetrwała do końca 1972 roku, czyli do kolejnej reformy gminnej. 1 stycznia 1973 w powiecie namysłowskim utworzono gminę Świerczów.